# 康運泰
康運泰（？—？），字贞元，陕西延安府清涧县康家湾人。

## 生平
天啓四年（1624年）甲子科陕西乡试举人，天啓五年（1625年）联捷乙丑科進士，授中书舍人，擢吏部文选司主事。崇祯三年张献忠起事攻清涧，被乡绅惠世扬、康运泰招募乡勇斩杀百余级。